# Zorzines breviclava
Zorzines breviclava là một loài bướm đêm trong họ Noctuidae.